# Плутонийдимагний
Плутонийдимагний — бинарное неорганическое соединение
плутония и магния
с формулой Mg2Pu,
кристаллы.

## Получение
- Сплавление стехиометрических количеств чистых веществ:

{\displaystyle {\mathsf {Pu+2Mg\ {\xrightarrow {225^{o}C}}\ PuMg_{2}}}}

## Физические свойства
Плутонийдимагний образует кристаллы
кубической сингонии,
пространственная группа F m3m,
параметры ячейки a = 0,734 нм, Z = 4,
структура типа фторида кальция CaF2 .
Соединение образуется по перитектической реакции при температуре 225°С.

## Химические свойства
- Разлагается при нагревании [3]:

{\displaystyle {\mathsf {2PuMg_{2}\ \xrightarrow {>225^{o}C} \ Pu+PuMg_{4}}}}